# Kubaiivka, Nadvirna
Kubaiivka (în ucraineană Кубаївка) este un sat în comuna Sadjavka din raionul Nadvirna, regiunea Ivano-Frankivsk, Ucraina.

## Demografie
Componența lingvistică a localității Kubaiivka
     Ucraineană (100%)
Conform recensământului din 2001, toată populația localității Kubaiivka era vorbitoare de ucraineană (100%).